# توم أوبراين (لاعب كرة قدم أسترالية أسترالي)
توم أوبراين (بالإنجليزية: Tom O'Brien)‏ هو لاعب كرة قدم أسترالية أسترالي، ولد في 11 أكتوبر 1889 في Adelong, New South Wales ‏ في أستراليا، وتوفي في 11 سبتمبر 1963 في واجا واجا في أستراليا.

## وصلات خارجية
- توم أوبراين على موقع AustralianFootball.com (الإنجليزية)
- توم أوبراين على موقع AFLtables.com (الإنجليزية)